# Edward Maalouf
Edward Maalouf (ur. 11 grudnia 1968 w Libanie) – libański niepełnosprawny kolarz. Dwukrotny brązowy medalista paraolimpijski z Pekinu w 2008 roku.

## Medale Igrzysk Paraolimpijskich

### 2008
- - Kolarstwo - trial na czas - HC B
- - Kolarstwo - wyścig uliczny - HC B